# Axoclinus cocoensis
Axoclinus cocoensis е вид бодлоперка от семейство Tripterygiidae. Видът е уязвим и сериозно застрашен от изчезване.

## Разпространение и местообитание
Разпространен е в Коста Рика.
Среща се на дълбочина от 0,3 до 37 m, при температура на водата от 25,6 до 27,7 °C и соленост 32,9 – 33,8 ‰.

## Описание
На дължина достигат до 3,5 cm.